# Orde van Sint-Jacob van het Zwaard (Spanje)
De Orde van Sint Jacob, voluit Militaire Orde van Sint Jacob van het Zwaard of Orde van Santiago (Spaans: "Orden Militar de Santiago de la Espada" en Portugees: "Ordem Militar de Sant'Iago da Espada") geheten, is een oude Spaanse militaire ridderorde die in 1170 werd gesticht en sinds 1290 ook een Portugese afdeling bezit. In de Lage Landen bestond volgens minder betrouwbare bronnen een Orde van Sint Jacob in Holland.

## Aanvang en hoogtepunt
Koning Alfons VIII staat te boek als de stichter van de Orde. Anderen noemen Rodrigo Arías. In ieder geval werd de Orde op 5 juli 1175 door paus Alexander III in een bul erkend als Orde van monniken onder de regel van Sint Augustinus gebracht.
De Orde koos Sint Jacob, een discipel van Christus en martelaar, als schutspatroon. Volgens de legende was zijn graf ontdekt op het "sterreveld" in Santiago de Compostella en had de lang geleden gestorven heilige ooit, op een paard gezeten, op wonderbaarlijke wijze ingegrepen in een veldslag en daar vele Moren gedood.
Evenals de andere Spaanse militaire ridderorden, Alcantara, Calatrava en Montesa heeft de Orde een belangrijke rol gespeeld bij het verjagen van de Moren uit het Iberische schiereiland. Vooral voor de jongere zonen van de adel, zij die niets erfden, was de intrede in deze orde van krijgshaftige monniken een nobele en passende levenstaak.
De orde behoort daarmee tot de middeleeuwse kruisridderorden zoals de Tempeliers, de Duitse Orde en de Orde van Malta. Ook in Spanje en Portugal streed het christelijke Europa tegen de islam.
Koning Ferdinand II van León heeft de krijgshaftige monniken de stad Cáceres in de Extremadura in leen gegeven omdat hij vreesde dat de Moren de stad zouden veroveren. De monniken verdeelden hun tijd tussen gebed en slagveld en behielden de stad voor het christendom.

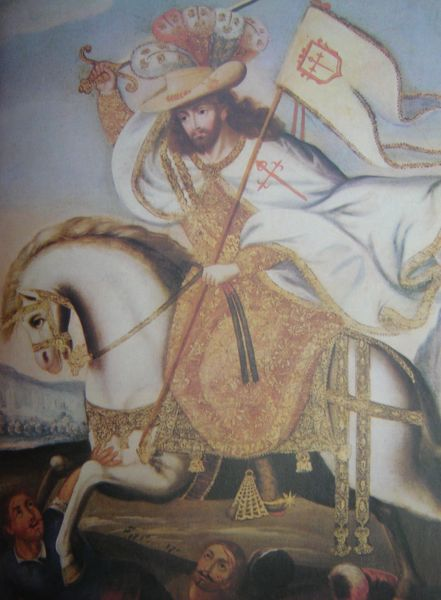
Een Zuid-Amerikaanse afbeelding van de Heilige als "morendoder"

Een van de opgaven van de Orde was de bescherming van de vele pelgrims die door Noord Spanje naar het mythische graf van Sint Jacob in Santiago de Compostella trokken. Verder waren de ridders bij de "reconquista", de herovering van het Iberisch schiereiland op de Islam betrokken. De Heilige Jacobus werd de "matamoros" of morendoder genoemd. De Orde heroverde Teruel en Castellón en versloeg in 1212 de Moren in de slag bij Las Navas de Tolosa.
In 1174 verwierf de Orde Uclés, het hoofdkwartier van de Orde, en in de jaren daarna ook Mora, Mira, Osa, Montiel en Alfambra. De Orde verwierf ook grote delen van Castilië en Murcia en bezat tol-, markt-, brug- en pachtrechten waarover zij, als deel van de kerk, geen belastingen betaalde.
Omdat zowel de Castiliaanse als Portugese koningen de Orde in hun invloedssfeer wilden brengen, gingen de Spaanse en Portugese afdeling, De De Orde van Sint Jacob van het Zwaard in Portugal in deze tijd hun eigen weg. Dankzij de Portugese kolonisatie heeft ook in het keizerrijk Brazilië van 1843 tot 1890 een Orde van Sint Jacob van het Zwaard bestaan.

## Interne organisatie
De orde bestond uit ridder/monniken, ridders, commandeurs en gouverneurs. De twee laatste graden kozen een Raad van dertig die op zijn beurt de grootmeester koos. De ordedracht was een witte mantel, zoals bij augustijnen gebruikelijk, waarop een rood vlammenzwaard te zien is. Ook nu nog dragen de ridders witte mantels met een vlammenzwaard op de linkerzijde en een juweel van de Orde aan een rood lint.
Anders dan in de andere Militaire Orden in Spanje legden de ridders geen gelofte van kuisheid af. De ridders konden dus wel in het huwelijk treden maar waren door hun gelofte tot gehoorzaamheid en armoede verplicht.
De bul van paus Alexander beval het celibaat wel aan maar aan een aantal van de eerste ridders was gehuwd. De Paus herinnerde aan een brief van de apostel Paulus die schreef dat het "beter was te huwen dan te verbranden" en sprak van "huwelijkse kuisheid en leven zonder zonden". De echtgenotes van de Ridders golden als dames van de Orde van Sint Jacob. In 1540 stelde Paul Paulus in een bul vast dat de ridders van Sint Jacob eenmaal mochten huwen en vier kwartieren moesten kunnen laten zien.

## Annexatie door de Spaanse kroon
Na de val van Granada in 1492, het einde van de Reconquista, verloren de vier militaire orden veel van hun betekenis. De Orde was betrokken geraakt in de eeuwige opvolgingsstrijd in Castilië en de toenemende centralisatie en bureaucratisering van het landsbestuur stonden op gespannen voet met het bestaan van machtige feodale orden.
In 1499 stierf de grootmeester Alonso de Cárdenas en deed koning Ferdinand II van Aragon een greep naar de macht in de Orde van Sint Jacobus. In een brief vroeg de monarch aan paus Alexander VI of deze, en de "Goddelijke en rechtvaardige voorzienigheid" geen eind konden maken aan de voortdurende schandalen in de Orde van Sint Jacob en de katholieke koning niet tot administrateur van de Orde kon maken. Zo konden ook de kosten van de verovering van Granada betaald worden. De paus willigde dit verzoek in.
Na het overlijden van zijn grootvader was ook keizer Karel V administrateur van de orde en wist via zijn vroegere leermeester paus Adrianus VI het grootmeesterschap van de vier Militaire Orden definitief aan de Spaanse kroon te verbinden.

## Enkele leden
- Ferdinand II van Aragon (15e-16e eeuw)
- Francesco Valguarnera Arrighetti (17e-18e eeuw)
- Jean-François Bette (17e-18e eeuw)
- Karel Lodewijk van Bourbon-Parma (19e eeuw)
- Alfons van Bourbon (1907-1938) (20e eeuw)

## De Orde in deze tijd
De Orde van Santiago is tegenwoordig een gezelschap Spaanse katholieke edelen onder bescherming van de Spaanse kroon, waarmee het vanouds nauwe banden heeft. Zo liet koning Alfons XIII bijvoorbeeld de geborduurde kruisen van de vier militaire Orden aan de binnenzijde van al zijn jasjes naaien. Na de restauratie van de monarchie in Spanje heeft de Heilige Stoel koning Juan Carlos I als grootmeester en administrator aangewezen.
De dagelijkse leiding van de Orde ligt in de handen van de President van de "Raad van de vier Militaire Orden", infant Don Carlos de Bourbon-Twee Siciliën y Bourbon, Hertog van Calabrië, een telg uit de tak van het koninklijk Huis dat tot 1860 in Napels regeerde.
De ridders dragen bij bijzondere gelegenheden een witte mantel met een groot rood ordekruis op de linkerschouder en voorts de volgende versierselen:
- De ridders dragen een kruis op een ruitvormig zilveren medaillon aan een lint op de linkerborst.
- De commandeurs dragen een rond gouden medaillon met een trofee om de hals.
- De grootkruisen dragen dezelfde kleinoden als de commandeurs.